# Męczennica wawrzynolistna
Męczennica wawrzynolistna (Passiflora laurifolia L.) – gatunek rośliny z rodziny męczennicowatych (Passifloraceae Juss. ex Kunth in Humb.). Występuje naturalnie na Karaibach, Kolumbii, Peru, Wenezeuli, Gujanie, Surinamie, Gujanie Francuskiej oraz Brazylii (w stanach Acre, Amazonas, Amapá, Pará, Roraima, Ceará, Maranhão, Rio Grande do Norte, Goiás i Mato Grosso). 

## Morfologia

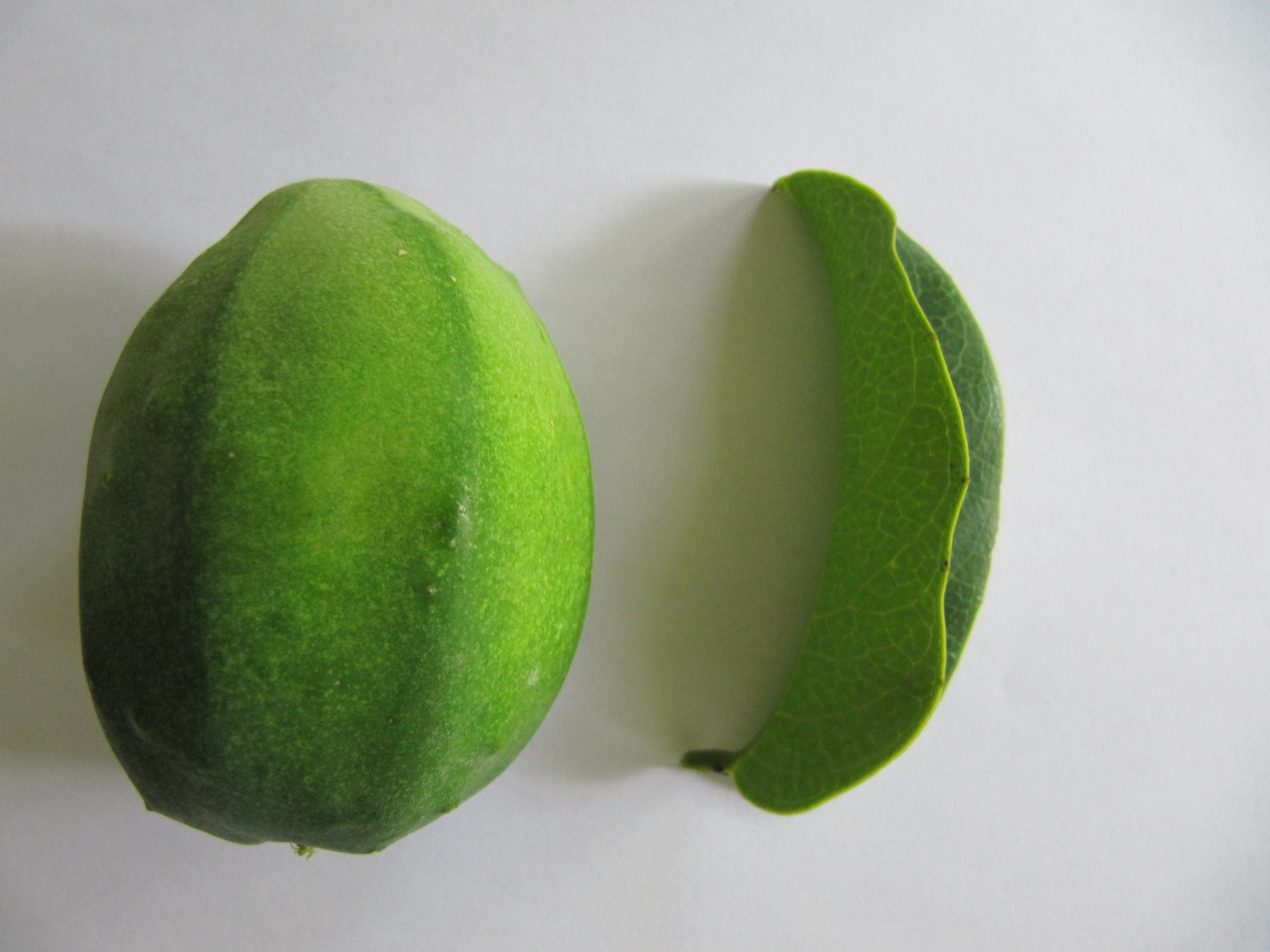
Owoc (po lewej) i liść (po prawej)

PokrójZdrewniałe, trwałe, nagie liany.
LiściePodłużnie eliptyczne lub eliptyczne, zaokrąglone u podstawy, prawie skórzaste. Mają 6–12,5 cm długości oraz 3,5–8 cm szerokości, całobrzegie. Ogonek liściowy jest owłosiony i ma długość 5–15 mm. Przylistki są liniowe, mają 3–5 mm długości.
KwiatyPojedyncze. Działki kielicha są podłużne, zielonkawe lub czerwonawe, mają 2–2,5 cm długości. Płatki są podłużne, zielonkawe lub czerwonawe, mają 2 cm długości. Przykoronek ułożony jest w dwóch rzędach, czerwono-niebiesko-purpurowy, ma 20–40 mm długości.
OwoceSą jajowatego kształtu. Mają 5–8 cm długości.